# رتبة الإمبراطورية البريطانية

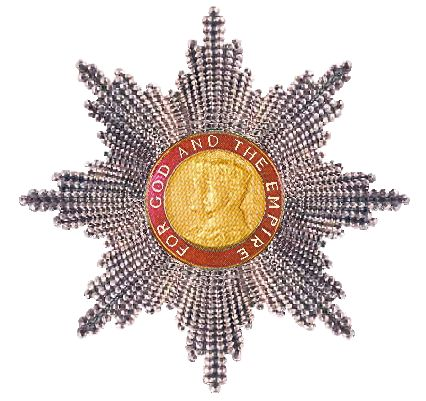
ميدالية فارس (أو سيدة) فارس الصليب الأكبر

رتبة الإمبراطورية البريطانية «رتبة فائقة الامتياز ضمن الإمبراطورية البريطانية» (The Most Excellent Order of the British Empire) هي منظومة فروسية للتشريف بالأوسمة والألقاب. أنشأها الملك جورج الخامس في 4 حزيران-يونيو 1917. يتضمن هذا الوسام خمس طبقات للعسكريين والمدنيين على حدٍ سواء، وهي حسب الترتيب التنازلي:
- فارس الصليب الأكبر، أو سيدة الصليب الأكبر (GBE)
- الفارس القائد (KBE)، أو السيدة القائد (DBE)
- القائد (CBE)
- الضابط (OBE)
- العضو (MBE)

تسمح الدرجتان العُليتان فقط بالانضمام إلى منظومة الفروسية وبهذا يحق للرتب حائزي هذا الوسام استعمال لقب فارس Sir (للرجال) ولقب سيدة Dame (للنساء) قبل أسمائهم. تعطى الفروسية الشرفية للمواطنين من غير البلاد التي تخضع لسيادة التاج البريطاني (فعلياً أو اسمياً).